# João Rodrigues Cabrilho
João Rodrigues Cabrilho   (c. 1497 - illa Santa Catalina, 3 de gener de 1543) o Juan Rodríguez Cabrillo va ser un explorador portuguès i el primer europeu a trepitjar Califòrnia.

## Origen
Es tenen poques dades sobre els primers anys de Rodrigues Cabrilho. La seva nacionalitat portuguesa és esmentada pel cronista Antonio de Herrera y Tordesillas en la seva obra Historia General de los hechos de los Castellanos en las Islas y tierra firme del Mar Océano. L'historiador Harry Kelsey, en la seva biografia exhaustiva de Cabrilho (1986) apunta que aquest va néixer a Espanya, probablement a Sevilla (ciutat, en aquell temps, amb molta influència portuguesa) o a Cuéllar. Kelsey dedueix que va néixer en una família pobre.

## Viatges
Cabrilho partí del port cubà de l'Havana i s'uní a Hernán Cortés a Mèxic. Més tard les seves mines d'or a Guatemala, el van fer un dels conqueridors més rics.

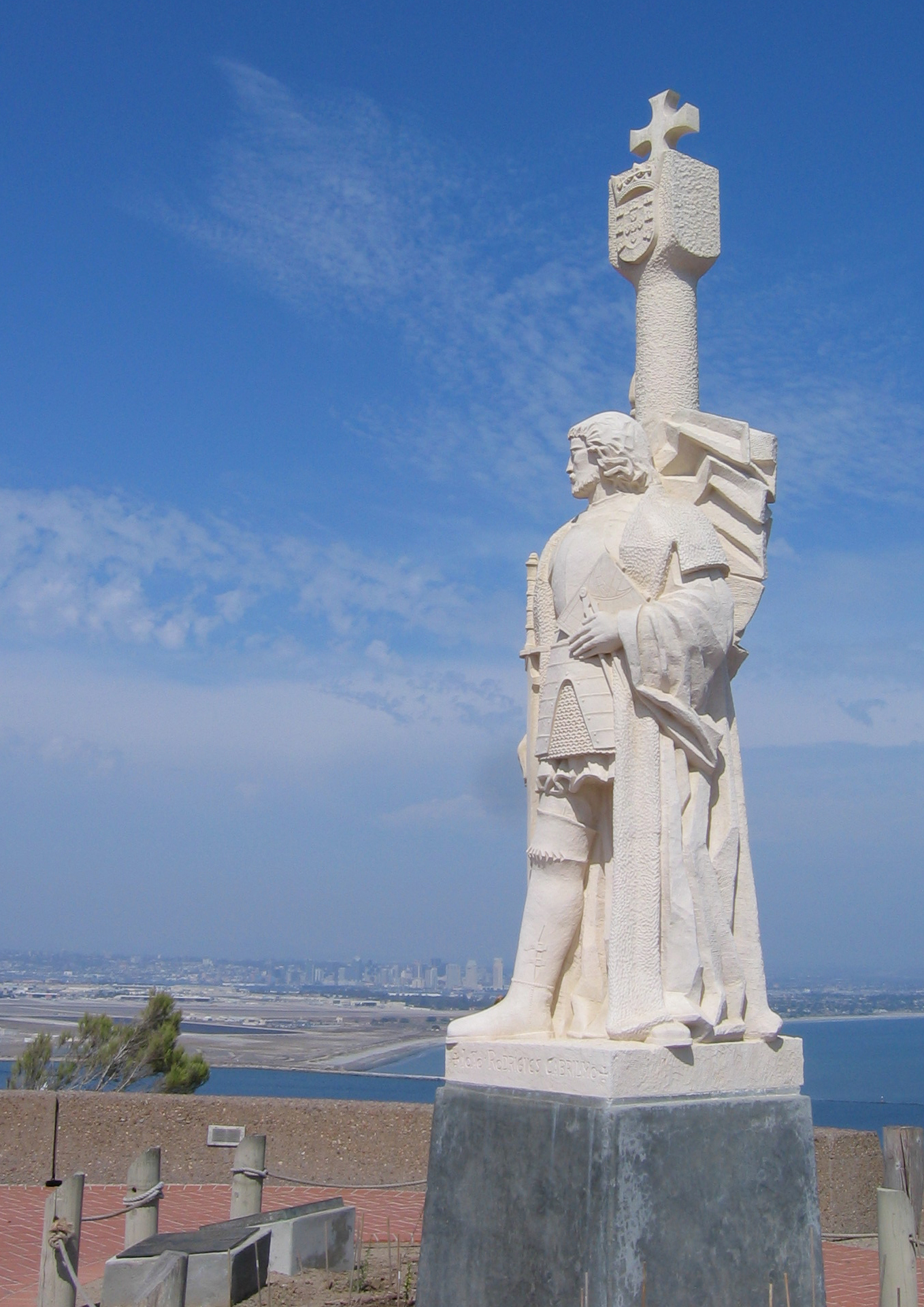
Monument Nacional a Rodrigues Cabrilho a San Diego, Califòrnia

El 1539, Francisco de Ulloa, comissionat per Hernán Cortés, descobrí el golf de Califòrnia, arribant fins al paral·lel 28. El virrei de Nova Espanya comissionà Cabrilho per a fer una expedició a la costa del Pacífic.
El 27 de juny de 1542 Rodrigues Cabrilho sortí d'Acapulco (aleshores anomenada Navidad). El 28 de setembre de 1542, prengué terra a l'actual badia de San Diego. Pujant per la costa arribà fins al riu de Rússia a Califòrnia, abans que el mal temps el forcés a tornar passant després per la badia de Monterey.
El 23 de novembre de 1542, la seva petita flota anà a l'illa californiana de Santa Catalina a passar l'hivern i fer reparacions. Allí Cabrilho patí un accident en unes roques que desenvolupà gangrena i el portà a la mort, la seva flota va arribar a Acapulco el 14 d'abril de 1543.
A l'estat de Califòrnia el dia 28 de setembre és oficialment el "Cabrillo Day".